# 韦达斯卡
韦达斯卡（義大利語：Veddasca），曾是意大利瓦雷泽省的一个市镇。总面积16平方公里，人口290人，人口密度18.1人/平方公里（2009年）。国家统计（ISTAT）代码为012135。
2014年2月4日韦达斯卡、马焦雷湖畔皮诺及马卡尼奥三个市镇合并为新的马卡尼奥-皮诺和韦达斯卡市镇。